# Publius Decius Mus (consul en -279)
Pour les articles homonymes, voir Publius Decius Mus.
Publius Decius Mus est un homme politique romain du IIIe siècle av. J.-C., fils de Publius Decius Mus (consul en 312 av. J.-C.), petit-fils de Publius Decius Mus (consul en 340 av. J.-C.).			

## Biographie
En 279 av. J.-C., Publius Decius Mus est élu consul.
Il est le commandant des forces romaines à la défaite d'Ausculum, où il est vaincu par Pyrrhus Ier, roi d'Épire.
Il meurt durant la bataille, après s'être voué en vain aux dieux infernaux (devotio) pour assurer la victoire, comme son père et son grand-père l'avaient fait en leur temps ; 6 000 des 40 000 Romains sont tués tandis que les pertes des 40 000 Épirotes et Grecs sont comprises entre 3 500 et 15 000 (d'où la victoire à la Pyrrhus).
Le roi épirote part ensuite en Sicile après cette bataille, et ne marche pas sur Rome (voir Guerre de Pyrrhus en Italie).